# Campionati del mondo di atletica leggera indoor 2016
I Campionati del mondo di atletica leggera indoor 2016 (in inglese 16th IAAF World Championships in Athletics) sono stati la 16ª edizione dei Campionati del mondo di atletica leggera indoor. La competizione si è svolta dal 17 al 20 marzo presso l'Oregon Convention Center di Portland, Oregon negli Stati Uniti d'America.

## Criteri di partecipazione
Le tabelle che seguono riportano i tempi e le misure minimi che gli atleti dovevano aver stabilito (tra il 1º gennaio 2015 e il 7 marzo 2016) per poter partecipare ai mondiali indoor di Portland.

### Uomini
| Gara                  | Prestazione indoor             | Prestazione outdoor              |
| --------------------- | ------------------------------ | -------------------------------- |
| 60 metri              | 6"65                           | 10"15 (100 m)                    |
| 400 metri             | 46"70                          | 45"10                            |
| 800 metri             | 1'46"50                        | 1'44"00                          |
| 1 500 metri           | 3'39"50 (o 3'55"00 nel miglio) | 3'33"00                          |
| 3 000 metri           | 7'50"00                        | 7'40"00 (o 13'10"00 nei 5 000 m) |
| 60 metri hs           | 7"72                           | 13"45 (110 m hs)                 |
| Staffetta 4×400 metri | nessun minimo                  | nessun minimo                    |
| Salto in alto         | 2,33 m                         | 2,33 m                           |
| Salto con l'asta      | 5,77 m                         | 5,77 m                           |
| Salto in lungo        | 8,18 m                         | 8,18 m                           |
| Salto triplo          | 17,00 m                        | 17,00 m                          |
| Getto del peso        | 20,50 m                        | 20,50 m                          |

### Donne
| Gara                  | Prestazione indoor             | Prestazione outdoor              |
| --------------------- | ------------------------------ | -------------------------------- |
| 60 metri              | 7"32                           | 11"20 (100 m)                    |
| 400 metri             | 53"15                          | 51"20                            |
| 800 metri             | 2'02"50                        | 1'58"50                          |
| 1 500 metri           | 4'13"00 (o 4'30"00 nel miglio) | 4'03"00                          |
| 3 000 metri           | 9'00"00                        | 8'36"00 (o 14'56"00 nei 5 000 m) |
| 60 metri hs           | 8"14                           | 12"85 (100 m hs)                 |
| Staffetta 4×400 metri | nessun minimo                  | nessun minimo                    |
| Salto in alto         | 1,97 m                         | 1,97 m                           |
| Salto con l'asta      | 4,71 m                         | 4,71 m                           |
| Salto in lungo        | 6,75 m                         | 6,75 m                           |
| Salto triplo          | 14,30 m                        | 14,30 m                          |
| Getto del peso        | 18,10 m                        | 18,10 m                          |

### Regole di partecipazione
- Ogni Paese può presentare fino a tre atleti per ogni specialità che risultano avere il minimo di partecipazione. Di questi, solo due possono prender parte alla gara (con l'eccezione dell'eptathlon, del pentathlon e delle staffette).
- Per quanto riguarda le prove multiple, la IAAF invita a partecipare dodici atleti uomini e dodici donne secondo questi criteri:
  - il vincitore del Combined Events Challenge 2015;
  - i cinque migliori atleti provenienti dalle classifiche outdoor 2015 (al 31 dicembre), con un massimo di un atleta per Paese;
  - i cinque migliori atleti provenienti dalle classifiche indoor 2016 (al 29 febbraio 2016);
  - un atleta scelto a discrezione della IAAF;

In totale, non possono partecipare più di due atleti uomini e due atlete donne per ciascun Paese;
- Per la staffetta, ogni Paese può inserire fino a sei atleti per ogni squadra;
- I Paesi che non hanno atleti uomini o donne qualificatisi, possono presentare un solo atleta uomo o un'atleta donna;
- L'accettazione delle iscrizioni degli atleti non qualificatisi è a discrezione dei delegati tecnici;
- Se il paese ospitante non ha atleti qualificati in una gara, può comunque far partecipare un solo atleta in tale gara, indipendentemente dall'ottenimento del minimo di partecipazione (ad eccezione di eptathlon e pentathlon).
- Gli atleti con un'età compresa tra i 16 e i 17 anni (al 31 dicembre 2016, ovvero nati nel 1999 o 2000) non possono partecipare al getto del peso maschile;
- Non possono prendere parte a nessuna gara in programma atleti minori di 16 anni (al 31 dicembre 2016, nati cioè nel 2001).

## Calendario
| Data             | 17 | 17 | 18 | 18   | 19 | 19 | 20   | 20 |
| Evento           |    |    |    |      |    |    |      |    |
| ---------------- | -- | -- | -- | ---- | -- | -- | ---- | -- |
| 60 m             |    |    | B  | SF F |    |    |      |    |
| 400 m            |    |    | B  | SF   |    | F  |      |    |
| 800 m            |    |    | B  |      |    | F  |      |    |
| 1 500 m          |    |    |    | B    |    |    | F    |    |
| 3 000 m          |    |    | B  |      |    |    | F    |    |
| 60 m hs          |    |    |    | B    |    |    | SF F |    |
| Salto in alto    |    |    |    |      |    | F  |      |    |
| Salto con l'asta |    | F  |    |      |    |    |      |    |
| Salto in lungo   |    |    |    |      |    |    | F    |    |
| Salto triplo     |    |    |    |      |    | F  |      |    |
| Getto del peso   |    |    |    | F    |    |    |      |    |
| Eptathlon        |    |    | F  | F    | F  | F  |      |    |
| 4×400 m          |    |    |    |      | B  |    | F    |    |

| P | Batterie preliminari | B | Batterie | Q | Qualificazioni | SF | Semifinali | F | Finale |

| Data             | 17 | 17 | 18 | 18   | 19 | 19   | 20 | 20 |
| Evento           |    |    |    |      |    |      |    |    |
| ---------------- | -- | -- | -- | ---- | -- | ---- | -- | -- |
| 60 m             |    |    |    |      | B  | SF F |    |    |
| 400 m            |    |    | B  | SF   |    | F    |    |    |
| 800 m            |    |    |    |      | B  |      | F  |    |
| 1 500 m          |    |    | Q  |      |    | F    |    |    |
| 3 000 m          |    |    |    | B    |    |      | F  |    |
| 60 m hs          |    |    | B  | SF F |    |      |    |    |
| Salto in alto    |    |    |    |      |    |      | F  |    |
| Salto con l'asta |    | F  |    |      |    |      |    |    |
| Salto in lungo   |    |    |    | F    |    |      |    |    |
| Salto triplo     |    |    |    |      | F  |      |    |    |
| Getto del peso   |    |    |    |      |    | F    |    |    |
| Pentathlon       |    |    | F  | F    |    |      |    |    |
| 4×400 m          |    |    |    |      | B  |      | F  |    |

## Medagliati

### Uomini
| Specialità | Oro | Prestazione | Argento                                                                     | Prestazione | Bronzo | Prestazione |
| Corse piane | |             |                                                                             |             | |             |
| 60 m (dettagli) | Trayvon Bromell                                                                                         | 6"47        | Asafa Powell                                                                | 6"50        | Ramon Gittens                                                                                                 | 6"51        |
| 400 m (dettagli) | Pavel Maslák                                                                                            | 45"44       | Abdalelah Haroun                                                            | 45"59       | Deon Lendore                                                                                                  | 46"17       |
| 800 m (dettagli) | Boris Berian                                                                                            | 1'45"83     | Antoine Gakeme                                                              | 1'46"65     | Erik Sowinski                                                                                                 | 1'47"22     |
| 1 500 m (dettagli) | Matthew Centrowitz                                                                                      | 3'44"22     | Jakub Holuša                                                                | 3'44"30     | Nick Willis                                                                                                   | 3'44"37     |
| 3 000 m (dettagli) | Yomif Kejelcha                                                                                          | 7'57"21     | Ryan Hill                                                                   | 7'57"39     | Augustine Kiprono Choge                                                                                       | 7'57"43     |
| Corse a ostacoli | |             |                                                                             |             | |             |
| 60 m hs (dettagli) | Omar McLeod                                                                                             | 7"41        | Pascal Martinot-Lagarde                                                     | 7"46        | Dimitri Bascou                                                                                                | 7"48        |
| Salti | |             |                                                                             |             | |             |
| Salto con l'asta (dettagli) | Renaud Lavillenie                                                                                       | 6,02 m      | Sam Kendricks                                                               | 5,80 m      | Piotr Lisek                                                                                                   | 5,75 m      |
| Salto in alto (dettagli) | Gianmarco Tamberi                                                                                       | 2,36 m      | Robert Grabarz                                                              | 2,33 m      | Erik Kynard                                                                                                   | 2,33 m      |
| Salto in lungo (dettagli) | Marquis Dendy                                                                                           | 8,26 m      | Fabrice Lapierre                                                            | 8,25 m      | Changzhou Huang                                                                                               | 8,21 m      |
| Salto triplo (dettagli) | Bin Dong                                                                                                | 17,33 m     | Max Heß                                                                     | 17,14 m     | Benjamin Compaoré                                                                                             | 17,09 m     |
| Lanci | |             |                                                                             |             | |             |
| Getto del peso (dettagli) | Tomas Walsh                                                                                             | 21,78 m     | Andrei Gag                                                                  | 20,89 m     | Filip Mihaljević                                                                                              | 20,87 m     |
| Prove multiple | |             |                                                                             |             | |             |
| Eptathlon (dettagli) | Ashton Eaton                                                                                            | 6470 p.     | Oleksij Kas'janov                                                           | 6182 p.     | Mathias Brugger                                                                                               | 6126 p.     |
| Staffette | |             |                                                                             |             | |             |
| Staffetta 4×400 m (dettagli) | Stati Uniti Kyle Clemons Calvin Smith Christopher Giesting Vernon Norwood Elvyonn Bailey Patrick Feeney | 3'02"45     | Bahamas Michael Mathieu Alonzo Russell Shavez Hart Chris Brown Ashley Riley | 3'04"75     | Trinidad e Tobago Jarrin Solomon Lalonde Gordon Ade Alleyne-Forte Deon Lendore Rondel Sorrillo Machel Cedenio | 3'05"51     |
| record mondiale; record mondiale stagionale; record africano; record asiatico; record europeo; record nord-centroamericano e caraibico; record sudamericano; record oceaniano; record dei campionati; record nazionale; record personale; record personale stagionale. | |             |                                                                             |             | |             |

### Donne
| Specialità | Oro                                                                      | Prestazione | Argento                                                                   | Prestazione | Bronzo                                                                | Prestazione |
| Corse piane |                                                                          |             |                                                                           |             |                                                                       |             |
| 60 m (dettagli) | Barbara Pierre                                                           | 7"02        | Dafne Schippers                                                           | 7"04        | Elaine Thompson                                                       | 7"06        |
| 400 m (dettagli) | Oluwakemi Adekoya                                                        | 51"45       | Ashley Spencer                                                            | 51"72       | Quanera Hayes                                                         | 51"76       |
| 800 m (dettagli) | Francine Niyonsaba                                                       | 2'00"01     | Ajee' Wilson                                                              | 2'00"27     | Margaret Wambui                                                       | 2'00"44     |
| 1 500 m (dettagli) | Sifan Hassan                                                             | 4'04"96     | Dawit Seyaum                                                              | 4'05"30     | Gudaf Tsegay                                                          | 4'05"71     |
| 3 000 m (dettagli) | Genzebe Dibaba                                                           | 8'47"43     | Meseret Defar                                                             | 8'54"26     | Shannon Rowbury                                                       | 8'55"55     |
| Corse a ostacoli |                                                                          |             |                                                                           |             |                                                                       |             |
| 60 m hs (dettagli) | Nia Ali                                                                  | 7"81        | Brianna Rollins                                                           | 7"82        | Tiffany Porter                                                        | 7"90        |
| Salti |                                                                          |             |                                                                           |             |                                                                       |             |
| Salto con l'asta (dettagli) | Jennifer Suhr                                                            | 4,90 m      | Sandi Morris                                                              | 4,85 m      | Ekateríni Stefanídi                                                   | 4,80 m      |
| Salto in alto (dettagli) | Vashti Cunningham                                                        | 1,96 m      | Ruth Beitia                                                               | 1,96 m      | Kamila Lićwinko                                                       | 1,96 m      |
| Salto in lungo (dettagli) | Brittney Reese                                                           | 7,22 m      | Ivana Španović                                                            | 7,07 m      | Lorraine Ugen                                                         | 6,93 m      |
| Salto triplo (dettagli) | Yulimar Rojas                                                            | 14,41 m     | Kristin Gierisch                                                          | 14,30 m     | Paraskeuī Papachristou                                                | 14,15 m     |
| Lanci |                                                                          |             |                                                                           |             |                                                                       |             |
| Getto del peso (dettagli) | Michelle Carter                                                          | 20,21 m     | Anita Márton                                                              | 19,33 m     | Valerie Adams                                                         | 19,25 m     |
| Prove multiple |                                                                          |             |                                                                           |             |                                                                       |             |
| Pentathlon (dettagli) | Brianne Theisen-Eaton                                                    | 4881 p.     | Alina F'odorova                                                           | 4770 p.     | Barbara Nwaba                                                         | 4661 p.     |
| Staffette |                                                                          |             |                                                                           |             |                                                                       |             |
| Staffetta 4×400 m (dettagli) | Stati Uniti Natasha Hastings Quanera Hayes Courtney Okolo Ashley Spencer | 3'26"38     | Polonia Ewelina Ptak Małgorzata Hołub Magdalena Gorzkowska Justyna Święty | 3'31"15     | Romania Adelina Pastor Elena Mirela Lavric Andrea Miklós Bianca Răzor | 3'31"51     |
| record mondiale; record mondiale stagionale; record africano; record asiatico; record europeo; record nord-centroamericano e caraibico; record sudamericano; record oceaniano; record dei campionati; record nazionale; record personale; record personale stagionale. |                                                                          |             |                                                                           |             |                                                                       |             |

## Medagliere
| Posizione | Paese             | Oro | Argento | Bronzo | Totale |
| --------- | ----------------- | --- | ------- | ------ | ------ |
| 1         | Stati Uniti       | 13  | 6       | 4      | 23     |
| 2         | Etiopia           | 2   | 2       | 1      | 5      |
| 3         | Francia           | 1   | 1       | 2      | 4      |
| 4         | Giamaica          | 1   | 1       | 1      | 3      |
| 5         | Burundi           | 1   | 1       | 0      | 2      |
| 5         | Paesi Bassi       | 1   | 1       | 0      | 2      |
| 5         | Rep. Ceca         | 1   | 1       | 0      | 2      |
| 8         | Nuova Zelanda     | 1   | 0       | 2      | 3      |
| 9         | Cina              | 1   | 0       | 1      | 2      |
| 10        | Bahrein           | 1   | 0       | 0      | 1      |
| 10        | Canada            | 1   | 0       | 0      | 1      |
| 10        | Italia            | 1   | 0       | 0      | 1      |
| 10        | Venezuela         | 1   | 0       | 0      | 1      |
| 14        | Germania          | 0   | 2       | 1      | 3      |
| 14        | Ucraina           | 0   | 2       | 1      | 3      |
| 16        | Gran Bretagna     | 0   | 1       | 2      | 3      |
| 16        | Polonia           | 0   | 1       | 2      | 3      |
| 18        | Romania           | 0   | 1       | 1      | 2      |
| 19        | Australia         | 0   | 1       | 0      | 1      |
| 19        | Bahamas           | 0   | 1       | 0      | 1      |
| 19        | Qatar             | 0   | 1       | 0      | 1      |
| 19        | Serbia            | 0   | 1       | 0      | 1      |
| 19        | Spagna            | 0   | 1       | 0      | 1      |
| 19        | Ungheria          | 0   | 1       | 0      | 1      |
| 25        | Grecia            | 0   | 0       | 2      | 2      |
| 25        | Kenya             | 0   | 0       | 2      | 2      |
| 25        | Trinidad e Tobago | 0   | 0       | 2      | 2      |
| 28        | Barbados          | 0   | 0       | 1      | 1      |
| 28        | Croazia           | 0   | 0       | 1      | 1      |
| Totale    | Totale            | 26  | 26      | 26     | 78     |